# George Friedrichs
George Shelby Friedrichs Jr. (Nova Orleães, 15 de fevereiro de 1940 — Metairie, 20 de março de 1991) é um velejador estadunidense, campeão olímpico. Ele competiu nos Jogos Olímpicos de Verão de 1968 na classe Dragon e conquistou a medalha de ouro, ao lado de Barton Jahncke e Gerald Schreck.
Friedrichs estudou na Universidade de Tulane e trabalhou como banqueiro de investimentos em uma empresa que seu pai co-fundou. Ele também se tornou campeão norte-americano de kite de 1965 a 1967 e novamente em 1970, bem como campeão canadense em 1965 e campeão europeu em 1966.